# Хохонев
Хохонев (укр. Хохонів) — село в Большовцевской поселковой общине Ивано-Франковского района Ивано-Франковской области Украины.
Население по переписи 2001 года составляло 428 человек. Занимает площадь 3,018 км². Почтовый индекс — 77141. Телефонный код — 03431.